# Rat Island (Northland)
Rat Island ist eine Insel im Whangārei Harbour auf der Nordinsel von Neuseeland.

## Geographie
Rat Island befindet sich rund 1,7 km südsüdöstlich des Whangarei Airport im Flachwasser des Whangārei Harbour. Die Insel besitzt eine geringe Höhe und eine Flächenausdehnung von rund 8,5 Hektar. Sie erstreckt sich  über eine Länge von rund 450 m in Westnordwest-Ostsüdost-Richtung und besitzt eine maximale Breite von rund 245 m in Nordnordost-Südsüdwest-Richtung.
Rund 280 m westlich befindet sich Limestone Island, auf der ehemals der sogenannte Matakohe Limestone, eine Art Kalkstein abgebaut wurde.
Die Insel ist größtenteils bewachsen.